# عصب أنفي خارجي
العصب الأنفي الخارجي أو التفرعات الأنفية الخارجية هي التفرعات النهائية للعصب الغربالي الأمامي (المُتفرع عن العصب العيني الخاص بالعصب ثلاثي التوائم). يُعَصّب حسّياً النصف السفلي لجلد الأنف و حاجز الأنف.

## صور إضافية

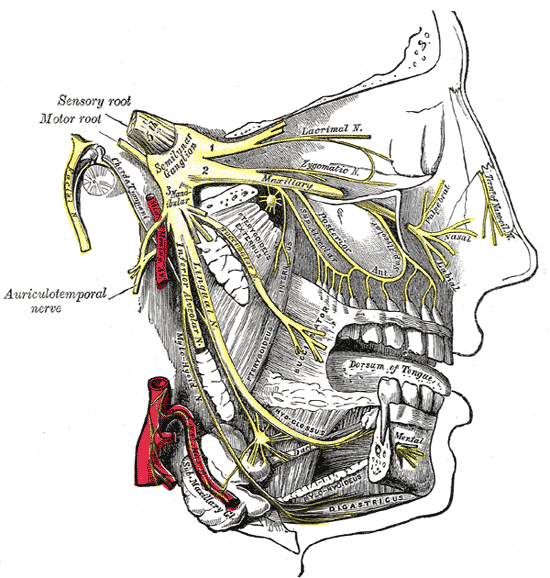
توزع كلاً من عصب الفك العلوي،عصب الفك السفلي وعقدة تحت الفك.

## روابط خارجية
- صور تشريحية:29:08-0100 في مركز داونستيت الطبي التابع لجامعة نيويورك